# Перелік ракетних ударів під час російського вторгнення (весна 2024)
Перелік ракетних ударів які завдають обидві сторони війни під час російського вторгнення в Україну, інформація про які була опублікована у відкритих джерелах.
Без ударів некерованими ракетами авіації, артилерії, РСЗВ та комплексів С-300.

## Засоби ураження
| назва      | назва         | носій          | тип                                                 | створено | дальність | бойова частина          | КІВ       |
| ---------- | ------------- | -------------- | --------------------------------------------------- | -------- | --------- | ----------------------- | --------- |
| Shahed 136 | —             | —              | дрон-камікадзе                                      | 2020     | 2500 км   | 46,5 кг (51 кг серія К) | 5-15 м    |
| Х-31       | —             | авіація        | авіаційна ракета класу «повітря-поверхня»           | 1988     | 110 км    | 87 кг                   | 10-15 м   |
| 5В55       | —             | С-300          | зенітна ракета                                      | 1970     | 75 км     | 130 кг                  | 50-100 м  |
| 48Н6       | —             | С-300, С-400   | зенітна ракета                                      | 1990     | 150 км    | 145 кг                  | 30-50 м   |
| Х-35       | «Звєзда»      | авіація        | крилата протикорабельна ракета                      | 1973     | 300 км    | 145 кг                  | 5-10 м    |
| Х-59       | «Овод»        | авіація        | авіаційна ракета класу «повітря-поверхня»           | 1975     | 45 км     | 148 кг                  | 10-20 м   |
| 48Н6М      | —             | С-300, С-400   | зенітна ракета                                      | 2007     | 200 км    | 150 кг                  | 10-30 м   |
| 48Н6ДМ     | —             | С-300, С-400   | зенітна ракета                                      | 2007     | 250 км    | 180 кг                  | 10-20 м   |
| Х-38       | —             | авіація        | авіаційна ракета класу «повітря-поверхня»           | 2012     | 40 км     | 250 кг                  | 5-10 м    |
| 3М55       | П-800 «Онікс» | флот           | універсальна протикорабельна ракета                 | 1987     | 600 км    | 300 кг                  | 10-20 м   |
| 3M22       | «Циркон»      | флот           | протикорабельна крилата ракета                      | 2021     | 1000 км   | 300 кг                  | 5-10 м    |
| Х-69       | —             | авіація        | крилата ракета класу «повітря-поверхня»             | 2022     | 290 км    | 310 кг                  | 10-20 м   |
| Х-29       | —             | авіація        | авіаційна ракета класу «повітря-земля»              | 1980     | 30 км     | 317 кг                  | 5-20 м    |
| Х-101      | —             | Ту-95, Ту-160  | стратегічна крилата ракета класу «повітря-поверхня» | 1999     | 5500 км   | 400 кг                  | 10-20 м   |
| 3М14       | «Калібр»      | флот           | крилата ракета                                      | 2012     | 2600 км   | 450 кг                  | 10-20 м   |
| 9М723      | «Іскандер»    | «Іскандер-М»   | балістична ракета класу «поверхня-поверхня»         | 2011     | 400 км    | 480 кг                  | 5-10 м    |
| 9М728      | «Іскандер»    | «Іскандер-К»   | крилата ракета класу «поверхня-поверхня»            | 2008     | 500 км    | 480 кг                  | 5-7 м     |
| 9М729      | «Іскандер»    | «Іскандер-К»   | крилата ракета класу «поверхня-поверхня»            | 2018     | 1500 км   | 480 кг                  | 5-7 м     |
| 9М79       | «Точка»       | 9К79 «Точка»   | ракета тактичного ракетного комплексу               | 1973     | 70 км     | 482 кг                  | 100-150 м |
| 9М79-1     | «Точка-У»     | 9К79 «Точка-У» | ракета тактичного ракетного комплексу               | 1989     | 120 км    | 482 кг                  | 30-50 м   |
| KN-23      | Hwasong-11Ga  | —              | тактична балістична ракета                          | 2018     | 550 км    | 500 кг                  | 5-10 м    |
| Х-47М2     | «Кинджал»     | МіГ-31К        | аеробалістична ракета                               | 2017     | 2000 км   | 500 кг                  | 10-20 м   |
| Х-22       | «Буря»        | Ту-22          | крилата протикорабельна ракета                      | 1962     | 330 км    | 950 кг                  | 500-700 м |

## Ракетні удари

### Березень
- Масований ракетний обстріл України 21 березня 2024
- Масований ракетний обстріл України 22 березня 2024

Зафіксовано щонайменше 247 ракет з російського боку. 135 ракет було перехоплені силами ППО, щонайменше 7 ракет передчасно впали/не здетонували.
29 березня українська протиповітряна оборона збила модифіковану російську крилату ракету Х-101, яка має подвійну бойову частину.
| Удари завдані Україною | Удари завдані Україною   | Удари завдані Україною                                                            | Удари завдані Україною                              | дата                           | Удари завдані Росією                                                                 | Удари завдані Росією | Удари завдані Росією | Удари завдані Росією          | Удари завдані Росією                                                               |
| регіон                 | місце                    | ракети                                                                            | влучання                                            | дата                           | регіон                                                                               | місце                | ракети               | ракети                        | влучання, загиблі/поранені                                                         |
| ---------------------- | ------------------------ | --------------------------------------------------------------------------------- | --------------------------------------------------- | ------------------------------ | ------------------------------------------------------------------------------------ | -------------------- | -------------------- | ----------------------------- | ---------------------------------------------------------------------------------- |
|                        |                          |                                                                                   |                                                     | 01.03.2024                     | Дніпропетровська обл.                                                                | Криворізький р-н     | 1/1                  | Х-59                          | перехоплено українською ППО                                                        |
| Миколаївська обл.      | Котляреве                | 0/1                                                                               | Х-35                                                | 01.03.2024                     | влучання по фермерському господарству, пошкоджено складські приміщення та техніку    |                      |                      |                               |                                                                                    |
| 02.03.2024             | РФ, Новощербинівська     | РФ, Новощербинівська                                                              | 1/1                                                 | Х-35                           | відомо про ракету яка впала у РФ, ймовірно, під час атаки 1 березня                  |                      |                      |                               |                                                                                    |
| 02.03.2024             | Україна                  | Україна                                                                           | 2/3                                                 | Х-59                           | не встановлено                                                                       |                      |                      |                               |                                                                                    |
| 03.03.2024             | Дніпропетровська обл.    | Дніпро                                                                            | 0/1                                                 | —                              | пошкоджено будинок, без жертв                                                        |                      |                      |                               |                                                                                    |
| 03.03.2024             | Дніпропетровська обл.    | Криворізький р-н                                                                  | 1/1                                                 | Х-59                           | перехоплено українською ППО                                                          |                      |                      |                               |                                                                                    |
| 03.03.2024             | Одеська обл.             | Одеська обл.                                                                      | 1/1                                                 | Х-31П                          | перехоплено українською ППО                                                          |                      |                      |                               |                                                                                    |
| Донецька обл.          | Орлівка                  | ракета GMLRS                                                                      | військові позиції                                   | 04.03.2024                     | Дніпропетровська обл.                                                                | Дніпро               | 1/1                  | Х-59                          | перехоплено українською ППО                                                        |
|                        |                          |                                                                                   |                                                     | 04.03.2024                     | Донецька обл.                                                                        | Маяки                | 0/3                  | Іскандер-М                    | не встановлено                                                                     |
| Запорізька обл.        | Дружне                   | ракета GMLRS                                                                      | 3x БМ-27 «Ураган»                                   | 05.03.2024                     | Дніпропетровська обл.                                                                | Криворізький р-н     | 1/1                  | Х-59                          | перехоплено українською ППО                                                        |
| Донецька обл.          | Донецька обл.            | ракета GMLRS                                                                      | РЛС 1Л219 «Зоопарк»                                 | 06.03.2024                     | Харківська обл.                                                                      | Борова               | 0/1                  | Іскандер-М                    | ушкоджене житло, знищені автомобіль, гараж, господарчі споруди, жертви: 1/4        |
|                        |                          |                                                                                   |                                                     | 06.03.2024                     | Одеська обл.                                                                         | Одеса                | 0/1                  | Іскандер-М                    | ракетний удар під час зустрічі Зеленського з прем'єр-міністром Греції, жертви: 6/0 |
| Полтавська обл.        | Миргородський р-н        | 1/1                                                                               | Х-59                                                | 06.03.2024                     | перехоплено українською ППО                                                          |                      |                      |                               |                                                                                    |
| Херсонська обл.        | Чаплинка                 | —                                                                                 | військова інф-ра                                    | 07.03.2024                     | Одеська обл.                                                                         | Одеська обл.         | 1/1                  | Х-31П                         | ракета впала у акваторії Чорного моря                                              |
|                        |                          |                                                                                   |                                                     | 07.03.2024                     | Кіровоградська обл.                                                                  | Олександрія          | 0/1                  | Іскандер-М                    | не встановлено, без жертв                                                          |
| Сумська обл.           | Суми                     | 0/1                                                                               | Іскандер-М                                          | 07.03.2024                     | влучання у об'єкти цивільної інфраструктури, жертви: 0/1                             |                      |                      |                               |                                                                                    |
| Сумська обл.           | Запорізька обл.          | Запорізька обл.                                                                   | ракета GMLRS                                        | Р-330Ж «Житель»                | 08.03.2024                                                                           | Суми                 | 0/1                  | —                             | пошкоджено приміщення школи, медичних закладів, водоканалу, жертви: 2/26           |
|                        |                          |                                                                                   |                                                     | Україна                        | Україна                                                                              | 0/2                  | Х-59                 | не встановлено                |                                                                                    |
| 09.03.2024             | Донецька обл.            | Покровський р-н                                                                   | 0/3                                                 | Іскандер-М                     | знищено дві ПУ M901 (комлпексу MIM-104 Patriot), жертви: 9/?                         |                      |                      |                               |                                                                                    |
| 09.03.2024             | Одеська обл.             | Одеська обл.                                                                      | 0/1                                                 | Х-31П                          | ракета влучила в поле поза межами населеного пункту                                  |                      |                      |                               |                                                                                    |
| 10.03.2024             | Дніпропетровська обл.    | Новомосковський р-н                                                               | 0/1                                                 | —                              | промисловий об'єкт, жертви: 0/1                                                      |                      |                      |                               |                                                                                    |
| Запорізька обл.        | Запорізька обл.          | ракета GMLRS                                                                      | комплекс РЕБ Палантин                               | 11.03.2024                     | Запорізька обл.                                                                      | Запорізький р-н      | 0/1                  | Іскандер-М                    | пошкоджено цивільну інфраструктуру, жертви: 1/0                                    |
| Запорізька обл.        | Запорізька обл.          | ракета GMLRS                                                                      | 9К37М1 «Бук-М1»                                     | 12.03.2024                     | Чорне море                                                                           | Чорне море           | 1/1                  | Х-59                          | перехоплено українською ППО                                                        |
|                        |                          |                                                                                   |                                                     | 12.03.2024                     | Дніпропетровська обл.                                                                | Кривий Ріг           | 0/1                  | Х-59                          | влучання по житловій дев'ятиповерхівці, жертви: 6/51                               |
| Новопавлівка           | 0/3                      | Іскандер-М                                                                        | ракетний удар по гелікоптерах Мі-8 ЗСУ, жертви: 2/0 | 12.03.2024                     | Дніпропетровська обл.                                                                |                      |                      |                               |                                                                                    |
| Луганська обл.         | Трьохізбенка             | ракета GMLRS                                                                      | скупчення піхоти                                    | 13.03.2024                     | Чорне море                                                                           | Чорне море           | 2/2                  | Х-59                          | перехоплено українською ППО                                                        |
|                        |                          |                                                                                   |                                                     | 13.03.2024                     | Одеська обл.                                                                         | Одеська обл.         | 2/2                  | Х-59                          | перехоплено українською ППО                                                        |
| 14.03.2024             | Сумська обл.             | Шостка                                                                            | 1/1                                                 | —                              | пошкоджене приміщення школи                                                          |                      |                      |                               |                                                                                    |
| 14.03.2024             | Чернігівська обл.        | Козилівка                                                                         | 0/1                                                 | Іскандер-М                     | ймовірний ракетний удар по радару 36Д6М, жертви: 0/1                                 |                      |                      |                               |                                                                                    |
| 15.03.2024             | Полтавська обл.          | Полтавська обл.                                                                   | 0/1                                                 | Х-59                           | не встановлено                                                                       |                      |                      |                               |                                                                                    |
| 15.03.2024             | Одеська обл.             | Одеса                                                                             | 0/2                                                 | Іскандер-М                     | удар у житлові та господарчі будинки, повторний удар по рятувальниках, жертви: 21/70 |                      |                      |                               |                                                                                    |
| 17.03.2024             | Чернігівська обл.        | Прилуки                                                                           | 0/2                                                 | Х-59                           | влучання у житлову забудову, ушкоджено будинок і господарчі споруди, без жертв       |                      |                      |                               |                                                                                    |
| 17.03.2024             | Сумська обл.             | Конотоп                                                                           | 0/2                                                 | Х-59                           | влучання в об'єкт інфраструктури, пошкоджені житлові будинки, без жертв              |                      |                      |                               |                                                                                    |
| 17.03.2024             | Миколаївська обл.        | Миколаїв                                                                          | 0/2                                                 | Іскандер-М                     | ушкоджено приватні житлові будинки, авто, інші цивільні споруди, жертви: 1/9         |                      |                      |                               |                                                                                    |
| 18.03.2024             | Сумська обл.             | Конотоп                                                                           | 0/2                                                 | Х-59                           | пошкоджена цивільна інфраструктура                                                   |                      |                      |                               |                                                                                    |
| РФ, Курська обл.       | РФ, Курська обл.         | 5В28                                                                              | не встановлено                                      | 19.03.2024                     |                                                                                      |                      |                      |                               |                                                                                    |
|                        |                          |                                                                                   |                                                     | 20.03.2024                     | Харківська обл.                                                                      | Харків               | 0/1                  | Х-35                          | влучання ракети у поліграфію, жертви: 5/9                                          |
| 21.03.2024             | Київська обл.            | Київська обл.                                                                     | 29/29                                               | Х-101*                         | перехоплено українською ППО, ураження уламками, жертви: 0/13                         |                      |                      |                               |                                                                                    |
| 21.03.2024             | Київська обл.            | Київська обл.                                                                     | 2/2                                                 | Іскандер-М/KN-23               | перехоплено українською ППО, ураження уламками, жертви: 0/13                         |                      |                      |                               |                                                                                    |
| 21.03.2024             | Миколаївська обл.        | Миколаїв                                                                          | 0/1                                                 | Іскандер-М                     | не встановлено, жертви: 1/6                                                          |                      |                      |                               |                                                                                    |
| 21.03.2024             | Херсонська обл.          | Зимівник                                                                          | 0/1                                                 | Х-35                           | влучання ракети у дитсадок, пошкоджено 10 приватних будинків, господарські споруди   |                      |                      |                               |                                                                                    |
| 22.03.2024             | Івано-Франківська обл.   | Івано-Франківська обл.                                                            | 35/66                                               | Іскандер-М, Х-59, Х-22, Х-101* | пошкоджено об'єкт критичної інфраструктури, жертви: 0/2                              |                      |                      |                               |                                                                                    |
| 22.03.2024             | Хмельницька обл.         | Хмельницький                                                                      | 35/66                                               | Іскандер-М, Х-59, Х-22, Х-101* | пошкоджені будинки та об'єкт критичної інфраструктури: жертви: 2/8                   |                      |                      |                               |                                                                                    |
| 22.03.2024             | Вінницька обл.           | Ладижин                                                                           | 35/66                                               | Іскандер-М, Х-59, Х-22, Х-101* | влучання по критичній інфраструктурі, жертви: 0/0                                    |                      |                      |                               |                                                                                    |
| 22.03.2024             | Харківська обл.          | Харків                                                                            | 35/66                                               | Іскандер-М, Х-59, Х-22, Х-101* | під обстрілом були електричні підстанції та ТЕЦ, жертви: 0/1                         |                      |                      |                               |                                                                                    |
| 22.03.2024             | Запорізька обл.          | Запоріжжя                                                                         | 35/66                                               | Іскандер-М, Х-59, Х-22, Х-101* | була атакована двома ракетами станція ГЕС-2 Дніпровської ГЕС                         |                      |                      |                               |                                                                                    |
| 22.03.2024             | Запорізька обл.          | Запоріжжя                                                                         | 35/66                                               | Іскандер-М, Х-59, Х-22, Х-101* | влучання ракет по житловій забудові, жертви: 3/15                                    |                      |                      |                               |                                                                                    |
| 22.03.2024             | Україна                  | Україна                                                                           | 35/66                                               | Іскандер-М, Х-59, Х-22, Х-101* | перехоплено українською ППО                                                          |                      |                      |                               |                                                                                    |
| 23.03.2024             | Одеська обл.             | Білгород-Дністровський р-н                                                        | 0/1                                                 | Іскандер-М                     | не встановлено                                                                       |                      |                      |                               |                                                                                    |
| АР Крим                | Гвардійське              | SCALP EG                                                                          | атака на нафтобазу                                  | 24.03.2024                     | Львівська обл.                                                                       | Стрийський р-н       | 0/2                  | Х-47М                         | відомо про пошкодження наземної інф-ри газового сховища «Нафтогазу», без жертв     |
| Севастополь            | Севастополь              | SCALP EG                                                                          | вузол зв’язку ЧФ РФ                                 | 24.03.2024                     | Львівська обл.                                                                       | Стрийський р-н       | 18/29                | Х-101*                        | відомо про пошкодження наземної інф-ри газового сховища «Нафтогазу», без жертв     |
| Севастополь            | Севастополь              | SCALP EG                                                                          | інфраструктура ЧФ РФ                                | 24.03.2024                     | Київ                                                                                 | Київ                 | 18/29                | Х-101*                        | перехоплено українською ППО, падіння уламків на місто, без жертв                   |
| РФ, Ростовська обл.    | РФ, Ростовська обл.      | 5В28                                                                              | не встановлено                                      | 25.03.2024                     | Одеська обл.                                                                         | Одеська обл.         | 1/1                  | Х-31П                         | ракета передчасно втратила бойову спроможність                                     |
|                        |                          |                                                                                   |                                                     | 25.03.2024                     | Одеська обл.                                                                         | Одеса                | 0/2                  | балістична ракета             | пошкоджені адмінбудівля, теплиці та лабораторія ботанічного саду, жертви: 0/10     |
| Київ                   | Київ                     | 2/2                                                                               | 3M22                                                | 25.03.2024                     | ППО знищила дві ракети, уламками пошкоджено нежитлову будівлю, жертви: 0/1           |                      |                      |                               |                                                                                    |
| Запорізька обл.        | Запорізька обл.          | ракета GMLRS                                                                      | 9К37 «Бук»                                          | 26.03.2024                     | Дніпропетровська обл.                                                                | Криворізький р-н     | 1/1                  | Х-59                          | перехоплено українською ППО                                                        |
| Запорізька обл.        | Новомихайлівка           | ракета GMLRS                                                                      | 2С9 «Нона-С», вантажівка                            | 26.03.2024                     |                                                                                      |                      |                      |                               |                                                                                    |
| Херсонська обл.        | Чулаківка                | ракета GMLRS                                                                      | розрахунок БпЛА                                     | 27.03.2024                     | Миколаївська обл.                                                                    | Миколаїв             | 0/1                  | Іскандер-М                    | влучання по цивільній інфраструктурі, жертви: 0/12                                 |
| Україна                | Україна                  | ракета GMLRS                                                                      | РЛС 9С36М («Бук-M3»)                                | 28.03.2024                     | Україна                                                                              | Україна              | 3/3                  | Х-22                          | ракети передчасно втратила бойову спроможність                                     |
|                        |                          |                                                                                   |                                                     | 28.03.2024                     | Одеська обл.                                                                         | Одеська обл.         | 1/1                  | Х-31П                         | перехоплено українською ППО                                                        |
| Харківська обл.        | Харківський р-н          | 0/1                                                                               | Х-59                                                | 28.03.2024                     | пошкоджені понад 10 будинків і господарчі споруди, жертви: 0/1                       |                      |                      |                               |                                                                                    |
| Донецька обл.          | Маріупольський р-н       | —                                                                                 | військова інф-ра                                    | 29.03.2024                     | Україна                                                                              | Україна              | 26/39                | Іскандер, Х-59, Х-47М, Х-101* | перехоплено українською ППО                                                        |
|                        |                          |                                                                                   |                                                     | 29.03.2024                     | Львівська обл.                                                                       | Стрийський р-н       | 26/39                | Іскандер, Х-59, Х-47М, Х-101* | уламки ворожих боєприпасів пошкодили об’єкт критичної інфраструктури               |
| Черкаська обл.         | Черкаська обл.           | росіяни намагалися завдати удару по об'єкту генерації електроенергії на Черкащині |                                                     | 29.03.2024                     |                                                                                      |                      | 26/39                | Іскандер, Х-59, Х-47М, Х-101* |                                                                                    |
| Кіровоградська обл.    | Кіровоградська обл.      | відомо про влучання у гідроелектростанцію на Кіровоградщині                       |                                                     | 29.03.2024                     |                                                                                      |                      | 26/39                | Іскандер, Х-59, Х-47М, Х-101* |                                                                                    |
| Дніпропетровська обл.  | Камʼянське               | пошкоджено енергетичні об'єкти, влучання у дачний кооператив, жертви: 0/5         |                                                     | 29.03.2024                     |                                                                                      |                      | 26/39                | Іскандер, Х-59, Х-47М, Х-101* |                                                                                    |
| 30.03.2024             | Дніпропетровська обл.    | Дніпровський р-н                                                                  | 1/1                                                 | Х-59                           | перехоплено українською ППО                                                          |                      |                      |                               |                                                                                    |
| 30.03.2024             | Херсонська обл.          | Херсонська обл.                                                                   | 0/1                                                 | Іскандер-М                     | не встановлено                                                                       |                      |                      |                               |                                                                                    |
| 31.03.2024             | Україна                  | Україна                                                                           | 9/14                                                | Х-101*                         | 9 ракет перехоплено українською ППО                                                  |                      |                      |                               |                                                                                    |
| 31.03.2024             | Львівська обл.           | Стрийський р-н                                                                    | 9/14                                                | Х-101*                         | влучання у об’єкт критичної інфраструктури, жертви: 2/?                              |                      |                      |                               |                                                                                    |
| 31.03.2024             | РФ, Красноармійський р-н | РФ, Красноармійський р-н                                                          | 1/1                                                 | Х-101*                         | ракета передчасно впала або була збита російським ППО                                |                      |                      |                               |                                                                                    |
| 31.03.2024             | Херсонська обл.          | Бериславський р-н                                                                 | 1/1                                                 | —                              | влучання по законсервованому агропідприємству, жертви: 0/0                           |                      |                      |                               |                                                                                    |

*Х-101/Х-555/Х-55

### Квітень
- Ракетний удар по Чернігову 17 квітня 2024 року

Зафіксовано щонайменше 155 ракет з російського боку. 74 ракети були перехоплені силами ППО, щонайменше 1 ракета передчасно впала/не здетонувала.
| Удари завдані Україною | Удари завдані Україною | Удари завдані Україною | Удари завдані Україною   | дата                                  | Удари завдані Росією                                                            | Удари завдані Росією | Удари завдані Росією | Удари завдані Росією                                                     | Удари завдані Росією                                                                |
| регіон                 | місце                  | ракети                 | влучання                 | дата                                  | регіон                                                                          | місце                | ракети               | ракети                                                                   | влучання, загиблі/поранені                                                          |
| ---------------------- | ---------------------- | ---------------------- | ------------------------ | ------------------------------------- | ------------------------------------------------------------------------------- | -------------------- | -------------------- | ------------------------------------------------------------------------ | ----------------------------------------------------------------------------------- |
| Запорізька обл.        | Запорізька обл.        | ракета GMLRS           | Р-330Ж «Житель»          | 01.04.2024                            | Дніпропетровська обл.                                                           | Кривий Ріг           | 1/1                  | Х-59                                                                     | уламки ракети пошкодили лінію електропередач і будинок, жертви: 0/1                 |
|                        |                        |                        |                          | 02.04.2024                            | Україна                                                                         | Україна              | 0/1                  | Х-59                                                                     | не встановлено                                                                      |
| Дніпропетровська обл.  | Дніпро                 | 0/1                    | —                        | 02.04.2024                            | зазнали руйнування дитячий садочок, коледж та підприємство, жертви: 0/18        |                      |                      |                                                                          |                                                                                     |
| 03.04.2024             | Харківська обл.        | Мерефа                 | 0/1                      | Х-59                                  | пошкоджень зазнали будівлі цивільного підприємства, жертви: 0/2                 |                      |                      |                                                                          |                                                                                     |
| Запорізька обл.        | Запорізька обл.        | ракета GMLRS           | будівництво укріплень    | 04.04.2024                            | Харківський р-н                                                                 | 0/1                  | —                    | російська ракета вдарила по полю з трактором і працівниками, жертви: 1/2 |                                                                                     |
| Херсонська обл.        | Великі Копані          | ракета GMLRS           | скупчення піхоти         | 04.04.2024                            |                                                                                 |                      |                      |                                                                          |                                                                                     |
|                        |                        |                        |                          | 05.04.2024                            | Харківська обл.                                                                 | Коротич              | 0/3                  | Іскандер-М                                                               | пошкоджена сільгосптехніка два приватні будинки, автомобіль, жертви: 1/2            |
| Запорізька обл.        | Запоріжжя              | —                      | Іскандер-М               | 05.04.2024                            | подвійний удар по дитсадку, закладах торгівлі, багатоповерхівках, жертви: 4/23  |                      |                      |                                                                          |                                                                                     |
| Донецька обл.          | Донецька обл.          | ракета GMLRS           | особовий склад           | 06.04.2024                            | Україна                                                                         | Україна              | 3/3                  | Калібр, Х-101*                                                           | перехоплено українською ППО                                                         |
| Херсонська обл.        | Ольгине                | ракета GMLRS           | військова інфраструктура | 06.04.2024                            | Одеська обл.                                                                    | Одеська обл.         | 1/1                  | —                                                                        | перехоплено українською ППО                                                         |
|                        |                        |                        |                          | 06.04.2024                            | Харківська обл.                                                                 | Харків               | —                    | Іскандер-М                                                               | військова техніка, зруйнована автозаправна станція, пошкоджені лінії електропередач |
| Донецька обл.          | Словʼянськ             | 0/2                    | —                        | 06.04.2024                            | влучання на території Словкурорту, частково зруйнована будівля грязелікувальні  |                      |                      |                                                                          |                                                                                     |
| 07.04.2024             | Одеська обл.           | Одеса                  | 0/2                      | Х-31, Іскандер-М                      | удар по припортовій інфраструктурі, жертви: 0/1                                 |                      |                      |                                                                          |                                                                                     |
| 07.04.2024             | Дніпропетровська обл.  | Криворізький р-н       | 1/1                      | Х-59                                  | перехоплено українською ППО                                                     |                      |                      |                                                                          |                                                                                     |
| Запорізька обл.        | Запорізька обл.        | ракета GMLRS           | РБ-341В «Леєр-3»         | 08.04.2024                            | Запорізька обл.                                                                 | Запорізька обл.      | 1/1                  | Х-59                                                                     | перехоплено українською ППО                                                         |
|                        |                        |                        |                          | 08.04.2024                            | Харківська обл.                                                                 | Чугуїв               | 0/1                  | Х-59                                                                     | пошкоджено приватні будинки                                                         |
| Полтавська обл.        | Супрунівка             | 0/1                    | —                        | 08.04.2024                            | влучання ракети по гуртожитку, жертви: 1/16                                     |                      |                      |                                                                          |                                                                                     |
| 09.04.2024             | Сумська обл.           | Залісне                | 0/1                      | Іскандер-М                            | влучання у відкритий простір із законсервованими гарматами Д-20                 |                      |                      |                                                                          |                                                                                     |
| 10.04.2024             | Одеська обл.           | Одеська обл.           | 2/2                      | Х-59                                  | перехоплено українською ППО                                                     |                      |                      |                                                                          |                                                                                     |
| 10.04.2024             | Україна                | Україна                | 0/2                      | Іскандер-К                            | не встановлено                                                                  |                      |                      |                                                                          |                                                                                     |
| 10.04.2024             | Україна                | Україна                | 0/1                      | Іскандер-М                            | не встановлено                                                                  |                      |                      |                                                                          |                                                                                     |
| 10.04.2024             | Одеська обл.           | Чорноморськ            | 0/1                      | —                                     | пошкоджено об'єкти критичної інфраструктури та локомотив, жертви: 0/2           |                      |                      |                                                                          |                                                                                     |
| 10.04.2024             | Одеська обл.           | Одеський р-н           | 0/4                      | Іскандер-М                            | пошкоджено транспортну інфраструктуру та вантажівки, жертви: 4/14               |                      |                      |                                                                          |                                                                                     |
| Донецька обл.          | Маріуполь              | —                      | не встановлено           | 11.04.2024                            | Львівська обл.                                                                  | Червоноградський р-н | 18/30                | Х-59/69, Х-47М, Х-101*                                                   | під час ракетної атаки були атаковані об'єкти енергетики                            |
| Херсонська обл.        | Роздольне              | ракета GMLRS           | військова інфраструктура | 11.04.2024                            | Львівська обл.                                                                  | Стрийський р-н       | 18/30                | Х-59/69, Х-47М, Х-101*                                                   | під час ракетної атаки були атаковані об'єкти енергетики                            |
|                        |                        |                        |                          | 11.04.2024                            | Київська обл.                                                                   | Трипільська ТЕС      | 18/30                | Х-59/69, Х-47М, Х-101*                                                   | під час ракетної атаки були атаковані об'єкти енергетики                            |
| Запорізька обл.        | Запорізький р-н        |                        |                          | 11.04.2024                            |                                                                                 |                      | 18/30                | Х-59/69, Х-47М, Х-101*                                                   | під час ракетної атаки були атаковані об'єкти енергетики                            |
| Миколаївська обл.      | Миколаїв               | 0/1                    | —                        | 11.04.2024                            | пошкодження житлових будинків, автомобілів та промислових об’єктів, жертви: 5/5 |                      |                      |                                                                          |                                                                                     |
| РФ, Єланський р-н      | РФ, Єланський р-н      | 1/1                    | Х-101*                   | 11.04.2024                            | була виявлена ракета що впала у полі, ймовірно запущена під час удару 11 квітня |                      |                      |                                                                          |                                                                                     |
| Одеська обл.           | Чорноморськ            | —                      | —                        | 11.04.2024                            | було завдано ракетного удару по військовому об'єкту                             |                      |                      |                                                                          |                                                                                     |
| Запорізька обл.        | Запорізька обл.        | ракета GMLRS           | ЗРК 9К332 «Тор-М2»       | 12.04.2024                            | Полтавська обл.                                                                 | Полтавська обл.      | 0/1                  | Х-59                                                                     | не встановлено                                                                      |
|                        |                        |                        |                          | 12.04.2024                            | Дніпропетровська обл.                                                           | Криворізький р-н     | 1/1                  | Х-59                                                                     | перехоплено українською ППО, пошкоджені приватні будинків, авто, жертви: 0/1        |
| Луганська обл.         | Луганськ               | Storm Shadow           | командний пункт          | 13.04.2024                            | Донецька обл.                                                                   | Велика Новосілка     | 0/1                  | —                                                                        | міст                                                                                |
| Донецька обл.          | Донецька обл.          | ракета GMLRS           | 9К37 «Бук»               | 14.04.2024                            | Одеська обл.                                                                    | Одеська обл.         | 2/2                  | Х-59                                                                     | перехоплено українською ППО                                                         |
| Запорізька обл.        | Бердянськ              | —                      | військова інфраструктура | 15.04.2024                            | Донецька обл.                                                                   | Словʼянськ           | 0/1                  | —                                                                        | влучання ракети у двір житлових багатоповерхівок                                    |
| Донецька обл.          | Бахмут                 | ракета GMLRS           | командний пункт          | 16.04.2024                            |                                                                                 |                      |                      |                                                                          |                                                                                     |
| АР Крим                | Джанкой                | MGM-140A               | засоби ППО та РЛС        | 17.04.2024                            | Одеська обл.                                                                    | Одеська обл.         | 0/1                  | —                                                                        | об'єкт інфраструктури                                                               |
|                        |                        |                        |                          | 17.04.2024                            | Чернігівська обл.                                                               | Чернігів             | 0/3                  | Іскандер                                                                 | влучання у житлову забудову центра міста, жертви: 18/78                             |
| Дніпропетровська обл.  | Авіаторське            | —                      | Іскандер                 | 17.04.2024                            | ракетний удар по території аеропорту                                            |                      |                      |                                                                          |                                                                                     |
| Дніпропетровська обл.  | 18.04.2024             | Дніпровський р-н       | 0/6                      | —                                     | пошкоджені інфраструктурний об’єкт і підприємство, жертви: 0/2                  |                      |                      |                                                                          |                                                                                     |
| 19.04.2024             | Україна                | Україна                | 15/22                    | Х-59, Х-22, Х-32 Іскандер, Х-101*     | перехоплено українською ППО                                                     |                      |                      |                                                                          |                                                                                     |
| 19.04.2024             | Дніпропетровська обл.  | Дніпро                 | 15/22                    | Х-59, Х-22, Х-32 Іскандер, Х-101*     | влучання у житловий будинок, пошкоджені інфраструктурні об’єкти, жертви: 2/15   |                      |                      |                                                                          |                                                                                     |
| 19.04.2024             | Дніпропетровська обл.  | Кривий Ріг             | 15/22                    | Х-59, Х-22, Х-32 Іскандер, Х-101*     | пошкоджено інфраструктурний об'єкт, жертви: 0/3                                 |                      |                      |                                                                          |                                                                                     |
| 19.04.2024             | Дніпропетровська обл.  | Павлоград              | 15/22                    | Х-59, Х-22, Х-32 Іскандер, Х-101*     | пошкоджене одне з підприємств                                                   |                      |                      |                                                                          |                                                                                     |
| 19.04.2024             | Дніпропетровська обл.  | Синельникове           | 15/22                    | Х-59, Х-22, Х-32 Іскандер, Х-101*     | частково зруйновано 4 приватні будинки, ще 8 – пошкоджені, жертви: 6/?          |                      |                      |                                                                          |                                                                                     |
| 19.04.2024             | Одеська обл.           | порт «Південний»       | —                        | —                                     | атаковані два термінали в порту, які спеціалізуються на перевалці агропродукції |                      |                      |                                                                          |                                                                                     |
| Україна                | Україна                | ракета GMLRS           | засоби комплексу С-400   | 20.04.2024                            | Україна                                                                         | Україна              | 2/2                  | Х-59/69                                                                  | перехоплено українською ППО                                                         |
|                        |                        |                        |                          | 20.04.2024                            | Україна                                                                         | Україна              | 0/3                  | Іскандер-М                                                               | не встановлено                                                                      |
| Одеська обл.           | Одеса                  | 3/3                    | Х-59/69                  | 20.04.2024                            | перехоплено українською ППО, ушкодження уламками будинків, жертви: 0/8          |                      |                      |                                                                          |                                                                                     |
| Дніпропетровська обл.  | Авіаторське            | —                      | Іскандер                 | 20.04.2024                            | ракетний удар по території аеропорту                                            |                      |                      |                                                                          |                                                                                     |
| Севастополь            | Севастополь            | —                      | ймовірний удар по бухті  | 21.04.2024                            |                                                                                 |                      |                      |                                                                          |                                                                                     |
| Луганська обл.         | Тополі                 | ракета GMLRS           | 9К37 «Бук»               | 22.04.2024                            | Харківська обл.                                                                 | Харків               | —                    | Х-59                                                                     | влучання у телевежу Харкова                                                         |
| південь України        | південь України        | ракета GMLRS           | 2С5 «Гіацинт-С»          | 22.04.2024                            |                                                                                 |                      |                      |                                                                          |                                                                                     |
| південь України        | південь України        | ракета GMLRS           | 2С4 «Тюльпан»            | 22.04.2024                            |                                                                                 |                      |                      |                                                                          |                                                                                     |
| Донецька обл.          | Запорізьке             | ракета GMLRS           | засоби С-400             | 23.04.2024                            | Україна                                                                         | Україна              | 0/2                  | Іскандер-М                                                               | не встановлено                                                                      |
| Херсонська обл.        | Херсонська обл.        | ракета GMLRS           | БМ-21 «Град»             | 23.04.2024                            | Дніпропетровська обл.                                                           | Дніпровський р-н     | —                    | —                                                                        | не встановлено, жертви: 0/5                                                         |
|                        |                        |                        |                          | 24.04.2024                            | Одеська обл.                                                                    | Одеса                | —                    | —                                                                        | удар по складу неробочої автотехніки, пошкоджено ЛЕП та будинки, жертви: 0/1        |
| Дніпропетровська обл.  | Синельниківський р-н   | 1/1                    | Х-69                     | 24.04.2024                            | перехоплено українською ППО                                                     |                      |                      |                                                                          |                                                                                     |
| Україна                | Україна                | ракета GMLRS           | 9К37М1 «Бук-М1»          | 25.04.2024                            | Черкаська обл.                                                                  | Сміла                | 1/1                  | Х-59                                                                     | уламками ракети пошкоджено критичну інф-ру, жертви: 0/6                             |
|                        |                        |                        |                          | 25.04.2024                            | Дніпропетровська обл.                                                           | Криворізький р-н     | 1/1                  | Х-59/69                                                                  | перехоплено українською ППО                                                         |
| Харківська обл.        | Балаклія               | 0/1                    | Іскандер-М               | 25.04.2024                            | ракетний удар по залізничному вокзалу в час прибуття потяга, жертви: 0/11       |                      |                      |                                                                          |                                                                                     |
| 27.04.2024             | Україна                | Україна                | 21/32                    | Х-59, Іскандер, Х-47М, Калібр, Х-101* | перехоплено українською ППО                                                     |                      |                      |                                                                          |                                                                                     |
| 27.04.2024             | Львівська обл.         | Стрийський р-н         | 21/32                    | Х-59, Іскандер, Х-47М, Калібр, Х-101* | енергетична інфраструктура, жертви: 0/1                                         |                      |                      |                                                                          |                                                                                     |
| 27.04.2024             | Івано-Франківська обл. |                        | 21/32                    | Х-59, Іскандер, Х-47М, Калібр, Х-101* | енергетична інфраструктура, жертви: 0/1                                         |                      |                      |                                                                          |                                                                                     |
| 27.04.2024             | Дніпропетровська обл.  |                        | 21/32                    | Х-59, Іскандер, Х-47М, Калібр, Х-101* | енергетична інфраструктура, жертви: 0/1                                         |                      |                      |                                                                          |                                                                                     |
| 28.04.2024             | Запорізька обл.        | Запоріжжя              | —                        | —                                     | було завдано удару по одному з промислових об'єктів Запоріжжя                   |                      |                      |                                                                          |                                                                                     |
| 29.04.2024             | Полтавська обл.        | Полтавська обл.        | 0/2                      | Х-59/69                               | не зафіксовано влучань                                                          |                      |                      |                                                                          |                                                                                     |
| 29.04.2024             | Одеська обл.           | Одеса                  | 0/1                      | Іскандер-М                            | ракетний удар по приватному будинку та набережній, жертви: 5/23                 |                      |                      |                                                                          |                                                                                     |
| АР Крим                | Джанкой                | MGM-140A               | засоби ППО та РЛС        | 30.04.2024                            |                                                                                 |                      |                      |                                                                          |                                                                                     |
| АР Крим                | Донське                | MGM-140A               | засоби ППО та РЛС        | 30.04.2024                            |                                                                                 |                      |                      |                                                                          |                                                                                     |
| АР Крим                | Сакський р-н           | MGM-140A               | засоби ППО та РЛС        | 30.04.2024                            |                                                                                 |                      |                      |                                                                          |                                                                                     |
| АР Крим                | Чорноморське           | MGM-140A               | засоби ППО та РЛС        | 30.04.2024                            |                                                                                 |                      |                      |                                                                          |                                                                                     |

*Х-101/Х-555/Х-55

### Травень
Зафіксовано щонайменше 125 ракет з російського боку. 72 ракети були перехоплені силами ППО.
7 травня стало відомо що близько половини північнокорейських ракет, якими Росія вдарила по Україні, не долетіли до цілі.
| Удари завдані Україною | Удари завдані Україною | Удари завдані Україною | Удари завдані Україною                | дата         | Удари завдані Росією                                                    | Удари завдані Росією  | Удари завдані Росією | Удари завдані Росією | Удари завдані Росією                                                                 |
| регіон                 | місце                  | ракети                 | влучання                              | дата         | регіон                                                                  | місце                 | ракети               | ракети               | влучання, загиблі/поранені                                                           |
| ---------------------- | ---------------------- | ---------------------- | ------------------------------------- | ------------ | ----------------------------------------------------------------------- | --------------------- | -------------------- | -------------------- | ------------------------------------------------------------------------------------ |
| Луганська обл.         | Можняківка             | MGM-140A               | вантажна техніка та особовий склад    | 01.05.2024   | Одеська обл.                                                            | Одеса                 | 0/3                  | Іскандер             | пошкоджено багатоповерхові житлові будинки, адмінбудівлі, жертви: 3/3                |
|                        |                        |                        |                                       | 02.05.2024   | Одеська обл.                                                            | Одеса                 | —                    | —                    | пошкоджена цивільна інфраструктура, складські приміщення, жертви: 0/14               |
| Миколаївська обл.      | Миколаївська обл.      | 1/1                    | Х-59                                  | 02.05.2024   | перехоплено українською ППО, уламки пошкодили транспортну інф-ру        |                       |                      |                      |                                                                                      |
| Миколаївська обл.      | Миколаївська обл.      | 1/1                    | Х-59/69                               | 02.05.2024   | протягом доби у Миколаївській області знищено ще одну ракету            |                       |                      |                      |                                                                                      |
| Миколаївська обл.      | Миколаївська обл.      | Україна                | Україна                               | ракета GMLRS | ймовірний удар по командному пункту                                     | 03.05.2024            | 0/1                  | Х-59                 | пошкоджено об'єкт промислової інфраструктури                                         |
| Запорізька обл.        | Запорізька обл.        | ракета GMLRS           | 9К330 «Тор»                           |              |                                                                         |                       |                      |                      |                                                                                      |
| АР Крим                | Сусанінське            | MGM-140A               | удар по позиціях ОТРК Іскандер        | 04.05.2024   | Кіровоградська обл.                                                     | Кропивницький         | 0/1                  | Х-59                 | пошкоджено 20 приватних житлових будинків, інші будівлі, газогін, жертви: 0/1        |
|                        |                        |                        |                                       | 04.05.2024   | Дніпропетровська обл.                                                   | Дніпропетровська обл. | 1/1                  | Х-59/69              | перехоплено українською ППО                                                          |
| Одеська обл.           | Одеський р-н           | 0/1                    | Іскандер-К                            | 04.05.2024   | пошкоджена цивільна інфраструктура та об'єкт промисловості, жертви: 0/3 |                       |                      |                      |                                                                                      |
| 05.05.2024             | Полтавська обл.        | Полтавська обл.        | —                                     | —            | через ворожий удар ушкоджений елеватор                                  |                       |                      |                      |                                                                                      |
| 06.05.2024             | Дніпропетровська обл.  | Синельниківський р-н   | 1/1                                   | Х-59/69      | перехоплено українською ППО                                             |                       |                      |                      |                                                                                      |
| 07.05.2024             | Одеська обл.           | Одеський р-н           | 2/2                                   | Х-59/69      | перехоплено українською ППО                                             |                       |                      |                      |                                                                                      |
| Луганська обл.         | Луганськ               | MGM-140A               | удар по нафтобазі                     | 08.05.2024   | Україна                                                                 | Україна               | 4/4                  | Калібр               | 39 ракет перехоплено українською ППО                                                 |
|                        |                        |                        |                                       | 08.05.2024   | Україна                                                                 | Україна               | 0/1                  | Іскандер-К           | 39 ракет перехоплено українською ППО                                                 |
| 0/2                    | Іскандер-М             |                        |                                       | 08.05.2024   | Україна                                                                 | Україна               |                      |                      | 39 ракет перехоплено українською ППО                                                 |
| 2/2                    | Х-59/69                |                        |                                       | 08.05.2024   | Україна                                                                 | Україна               |                      |                      | 39 ракет перехоплено українською ППО                                                 |
| 33/45                  | Х-101*                 |                        |                                       | 08.05.2024   | Україна                                                                 | Україна               |                      |                      | 39 ракет перехоплено українською ППО                                                 |
| 33/45                  | Х-101*                 | Запорізька обл.        | Запорізька обл.                       | 08.05.2024   | влучання у об'єкт критичної енергетичної інфраструктури                 |                       |                      |                      |                                                                                      |
| 33/45                  | Х-101*                 | Львівська обл.         | Червоноградський р-н                  | 08.05.2024   | відомо про влучання у об'єкт критичної енергетичної інфраструктури      |                       |                      |                      |                                                                                      |
| Стрийський р-н         | 0/1                    | Львівська обл.         | Х-47М                                 | 08.05.2024   | відомо про влучання у об'єкт генерації енергії                          |                       |                      |                      |                                                                                      |
| Дніпропетровська обл.  | Дніпровський р-н       | 1/1                    | Х-59/69                               | 08.05.2024   | перехоплено українською ППО                                             |                       |                      |                      |                                                                                      |
| Луганська обл.         | Ровеньки               | MGM-140A               | удар по нафтобазі                     | 10.05.2024   | Дніпропетровська обл.                                                   | Дніпропетровська обл. | 0/1                  | —                    | макети засобів ППО                                                                   |
| Донецька обл.          | Маріуполь              | MGM-140A               | військова інфраструктура              | 10.05.2024   |                                                                         |                       |                      |                      |                                                                                      |
| Донецька обл.          | Донецьк                | ракета GMLRS           | органи окупаційної влади              | 11.05.2024   | Дніпропетровська обл.                                                   | Дніпропетровська обл. | 0/1                  | —                    | гелікоптери Мі-24 на стоянці                                                         |
|                        |                        |                        |                                       | 11.05.2024   | Дніпропетровська обл.                                                   | Криворізький р-н      | 1/1                  | Х-59/69              | перехоплено українською ППО                                                          |
| Харківська обл.        | Харківська обл.        | 0/1                    | Х-38                                  | 11.05.2024   | міст через річку Сіверський Донець                                      |                       |                      |                      |                                                                                      |
| Луганська обл.         | Сорокине               | MGM-140A               | склад боєприпасів                     | 13.05.2024   | Херсонська обл.                                                         | Милове                | 0/1                  | —                    | удар по розрахунку БпЛА                                                              |
| АР Крим                | Ай-Петрі               | —                      | відомо про влучання у військову базу  | 13.05.2024   |                                                                         |                       |                      |                      |                                                                                      |
|                        |                        |                        |                                       | 14.05.2024   | Україна                                                                 | Україна               | 0/1                  | Іскандер-М           | не встановлено                                                                       |
| Донецька обл.          | Гришине                | 0/3                    | —                                     | 14.05.2024   | удар по об'єкту інфраструктури                                          |                       |                      |                      |                                                                                      |
| Севастополь            | Севастополь            | MGM-140A               | літаки і засоби ППО                   | 15.05.2024   | Миколаївська обл.                                                       | Миколаїв              | 0/2                  | —                    | не встановлено, жертви: 0/3                                                          |
| Севастополь            | Севастополь            | MGM-140A               | повторна атака аеродрому Бельбек      | 15.05.2024   | Дніпропетровська обл.                                                   | Дніпро                | 0/1                  | —                    | пошкоджено інфраструктуру, жертви: 2/0                                               |
| АР Крим                | Гвардійське            | —                      | відомо про ймовірну ракетну атаку     | 15.05.2024   |                                                                         |                       |                      |                      |                                                                                      |
|                        |                        |                        |                                       | 16.05.2024   | Харківська обл.                                                         | Стара Водолага        | —                    | Іскандер             | удар по нежитловим приміщенням                                                       |
| 17.05.2024             | Одеська обл.           | Одеський р-н           | 0/3                                   | Іскандер-М   | завдано удару по цивільній інфраструктурі, жертви: 1/8                  |                       |                      |                      |                                                                                      |
| 17.05.2024             | Одеська обл.           | Одеська обл.           | 3/3                                   | Х-59/69      | перехоплено українською ППО                                             |                       |                      |                      |                                                                                      |
| Севастополь            | Севастополь            | MGM-140A               | малий ракетний корабель проєкту 22800 | 19.05.2024   | Харківська обл.                                                         | Черкаська Лозова      | 0/2                  | Іскандер-М           | удар по місцю відпочинку біля Харкова, повторний удар по рятувальниках, жертви: 7/28 |
| Луганська обл.         | Луганськ               | —                      | командний пункт                       | 20.05.2024   | Кіровоградська обл.                                                     | Кропивницький р-н     | 0/1                  | —                    | заявлено про влучання без жертв та руйнувань                                         |
| Донецька обл.          | Ясинувата              | ракета GMLRS           | розрахунок БпЛА                       | 20.05.2024   | Харківська обл.                                                         | Харківська обл.       | 0/1                  | Іскандер-М           | не встановлено                                                                       |
|                        |                        |                        |                                       | 20.05.2024   | Сумська обл.                                                            | Конотоп               | 0/1                  | —                    | відомо про ракетний удар по інфраструктурі                                           |
| Луганська обл.         | Довжанськ              | —                      | влучання у склад ПММ                  | 21.05.2024   | Сумська обл.                                                            | Сумська обл.          | 0/1                  | —                    | відомо про удар по РЛС СТ-68                                                         |
| Україна                | Україна                | ракета GMLRS           | ТЗМ до БМ-27 «Ураган»                 | 21.05.2024   | Донецька обл.                                                           | Покровськ             | 0/1                  | Іскандер             | влучання відбулось на подвір’ї приватного будинку, де мешкала родина, жертви: 2/1    |
| Донецька обл.          | Кленівка               | MGM-140A               | військова інф-ра, С-400               | 22.05.2024   | Дніпропетровська обл.                                                   | Дніпровський р-н      | 0/1                  | Іскандер             | удар по інфраструктурі аеропорту, ймовірне ураження пошкодженого 18 квітня           |
|                        |                        |                        |                                       | 22.05.2024   | Дніпропетровська обл.                                                   | Синельниківський р-н  | 1/1                  | Х-59/69              | перехоплено українською ППО                                                          |
| Україна                | Україна                | ракета GMLRS           | РЛС 1Л219 «Зоопарк»                   | 23.05.2024   |                                                                         |                       |                      |                      |                                                                                      |
| Донецька обл.          | Ясинувата              | ракета GMLRS           | Р-330Ж «Житель»                       | 23.05.2024   |                                                                         |                       |                      |                      |                                                                                      |
| АР Крим                | Семидвірʼя             | MGM-140A               | військова інфраструктура              | 23.05.2024   |                                                                         |                       |                      |                      |                                                                                      |
|                        |                        |                        |                                       | 24.05.2024   | Кіровоградська обл.                                                     | Кропивницький р-н     | 0/1                  | —                    | заявлено про влучання без жертв та руйнувань                                         |
| 26.05.2024             | Україна                | Україна                | 12/12                                 | Х-101*       | перехоплено українською ППО                                             |                       |                      |                      |                                                                                      |
| 26.05.2024             | Хмельницька обл.       | Старокостянтинів       | 0/2+                                  | Х-47М        | результат удару не відомий, про постраждалих не повідомлено             |                       |                      |                      |                                                                                      |
| 26.05.2024             | Запорізька обл.        | Запоріжжя              | 0/1                                   | Х-59         | влучання у фасад пасажирського терміналу аеропорту Запоріжжя            |                       |                      |                      |                                                                                      |
| Луганська обл.         | Луганськ               | MGM-140A               | комплекс РЛС «Небо-М»                 | 27.05.2024   | Миколаївська обл.                                                       | Снігурівка            | 0/1                  | —                    | пошкоджено кав'ярні, автомагазин, шиномонтаж, автомийку та авто, жертви: 3/6         |
|                        |                        |                        |                                       | 28.05.2024   | Одеська обл.                                                            | Одеса                 | 0/1                  | Іскандер             | не встановлено                                                                       |
| Донецька обл.          | Донецьк                | —                      | ймовірний удар по військовій інфр-рі  | 29.05.2024   | Сумська обл.                                                            | Сумська обл.          | 1/1                  | —                    | перехоплено українською ППО                                                          |
| АР Крим                | Керч                   | MGM-140A               | уражено 2 пороми і лоцманський катер  | 30.05.2024   | Україна                                                                 | Україна               | 7/11                 | Х-101*               | 7 ракет перехоплено українською ППО, наслідки влучання 4 не відомі                   |
| Луганська обл.         | Первомайськ            | —                      | інфраструктура                        | 30.05.2024   |                                                                         |                       |                      |                      |                                                                                      |
| РФ, Порт Кавказ        | РФ, Порт Кавказ        | Р-360 «Нептун»         | уражено нафтовий термінал             | 31.05.2024   | Київська обл.                                                           | Київська обл.         | 1/1                  | Іскандер-К           | перехоплено українською ППО, нищення уламками нежитлових споруд                      |
| РФ, Темрюк             | РФ, Темрюк             | Р-360 «Нептун»         | уражено нафтобазу                     | 31.05.2024   |                                                                         |                       |                      |                      |                                                                                      |

*Х-101/Х-555/Х-55